# Городище (Барановицький район)
Городище (біл. Гарадзішча) — селище міського типу в Барановицькому районі Берестейської області Білорусі. Розташоване у верхів'ї річки Сервеч на автодорозі Барановичі — Новогрудок. Населення — 2219 осіб (2009).

## Історія
У середині 13 століття в складі Великого князівства Литовського, з другої половини 15 століття великокняжий двір. З 1793 року містечко в Російській імперії. До 1831 року знаходилося у власності генерала Людовіка Паца.
Під час Першої світової війни біля села відбулася Скробово-Городищенська операція. У 1915 році російській імператор Микола II побував у містечку Городище по дорозі з озера Світязь на Барановичі.
З 1921 року в складі Польщі, з 1939 року в БРСР. З 1940 року міське селище.
До 1957 року Городище було центром Городищенського району. Потім відбулося об'єднання Новомиського і Городищенського районів у Барановицький.

## Населення
За переписом населення Білорусі 2009 року чисельність населення смт становило 2219 осіб.

### Національність
Розподіл населення за рідною національністю за даними перепису 2009 року:
| Національність                | Осіб | Відсоток |
| ----------------------------- | ---- | -------- |
| білоруси                      | 1950 | 87,88 %  |
| росіяни                       | 131  | 5,90 %   |
| поляки                        | 62   | 2,79 %   |
| українці                      | 47   | 2,12 %   |
| національність не повідомлена | 6    | 0,27 %   |
| грузини                       | 5    | 0,23 %   |
| татари                        | 3    | 0,14 %   |
| цигани                        | 3    | 0,14 %   |
| узбеки                        | 3    | 0,14 %   |
| національність не вказана     | 2    | 0,09 %   |
| євреї                         | 1    | 0,05 %   |
| вірмени                       | 1    | 0,05 %   |
| азербайджанці                 | 1    | 0,05 %   |
| німці                         | 1    | 0,05 %   |
| болгари                       | 1    | 0,05 %   |
| удмурти                       | 1    | 0,05 %   |
| фіни                          | 1    | 0,05 %   |
| Разом                         | 2219 | 100 %    |

## Пам'ятки
Збереглись пам'ятки архітектури:
- костел Пресвятої Діви Марії (1640);
- Свято-Хрестовоздвиженська церква (1764).